# Poienița, Argeș
Poienița este un sat în comuna Bălilești din județul Argeș, Muntenia, România.

## Istorie
În 1864 era un sat ce făcea parte din comuna Golești, sediul primăriei fiind la Poienița. În septembrie 1908, la Poienița s-a construit prima școala care încă mai exista și astăzi. În urma săpăturilor intreprinse pe teritoriul fostei comune Golești, s-au găsit fragmente de lemn carbonizat, ceramica Gumelnița (ce datează de peste 2500 de ani), precum și fragmente de sticlă și ceramică dacică și romanică. În prezent, exemplare din aceste descoperiri se găsesc în satul Golești, la Muzeul de Etnografie și Istorie, colecția Profesor Dan Dimulescu.

## Religie
În sat nu există biserică, dar locuitorii merg la bisericile din satele vecine. Majoritatea populației este ortodoxă.